# Daryl Wein
Daryl Robert Wein (Los Angeles, 1983. december 23. –) amerikai filmrendező, forgatókönyvíró, filmproducer, vágó és színész.

## Magánélete
2013-ban vette feleségül Zoe Lister-Jonest, akivel több film elkészítésében is közreműködött. Lister-Jones 2021 szeptemberében jelentette be, hogy 17 évnyi párkapcsolat után különválnak útjaik.

## Filmográfia

### Film
Filmrendező, forgatókönyvíró, producer és vágó
| Év   | Magyar cím             | Eredeti cím               | Feladatkör | Feladatkör | Feladatkör | Feladatkör | Megjegyzések                  |
| Év   | Magyar cím             | Eredeti cím               | Rendező    | Író        | Producer   | Vágó       | Megjegyzések                  |
| ---- | ---------------------- | ------------------------- | ---------- | ---------- | ---------- | ---------- | ----------------------------- |
| 2006 |                        | Unlocked                  | Igen       | Igen       | Vezető     | Igen       | rövidfilm                     |
| 2008 | Szex pozitív           | Sex Positive              | Igen       | Nem        | Igen       | Igen       | dokumentumfilm                |
| 2009 | Szép kis szakítás      | Breaking Upwards          | Igen       | Igen       | Igen       | Igen       |                               |
| 2011 |                        | Anna in the Woods         | Nem        | Nem        | Nem        | Igen       | rövidfilm                     |
| 2012 | Lola Versus            | Lola Versus               | Igen       | Igen       | Nem        | Nem        |                               |
| 2014 |                        | Let's Get Digital         | Igen       | Igen       | Nem        | Nem        | rövidfilm                     |
| 2014 |                        | Brooklyn Decker Threesome | Igen       | Nem        | Nem        | Nem        | rövidfilm                     |
| 2015 | Ételre-halálra         | Consumed                  | Igen       | Igen       | Igen       | Nem        |                               |
| 2017 | Anna és Ben            | Band Aid                  | Nem        | Nem        | Vezető     | Nem        | rendező: Zoe Lister-Jones     |
| 2017 |                        | Blueprint                 | Igen       | Igen       | Igen       | Igen       |                               |
| 2018 |                        | White Rabbit              | Igen       | Igen       | Igen       | Igen       |                               |
| 2021 | Mielőtt mindennek vége | How It Ends               | Igen       | Igen       | Igen       | Igen       | társrendező: Zoe Lister-Jones |
| 2022 | Valami a Tiffanytól    | Something from Tiffany's  | Igen       | Nem        | Nem        | Nem        |                               |
| 2024 |                        | Electra                   | Nem        | Igen       | Igen       | Nem        |                               |

Filmszínész
| Év   | Magyar cím        | Eredeti cím       | Szerep             |
| ---- | ----------------- | ----------------- | ------------------ |
| 2001 |                   | Magic Rock        | Tanner             |
| 2003 | Héber pöröly      | The Hebrew Hammer | tizenéves gój      |
| 2010 | Szép kis szakítás | Breaking Upwards  | Daryl              |
| 2017 | Anna és Ben       | Band Aid          | Uber Presumptouous |

### Televízió
| Év   | Magyar cím                               | Eredeti cím                       | Szerep       | Megjegyzések                                             |
| ---- | ---------------------------------------- | --------------------------------- | ------------ | -------------------------------------------------------- |
| 2002 |                                          | Porn 'n Chicken                   | Pimply       | tévéfilm                                                 |
| 2003 | Ed                                       | Ed                                | Tommy        | 1 epizód                                                 |
| 2004 | Esküdt ellenségek: Különleges ügyosztály | Law & Order: Special Victims Unit | hivatalnok   | 1 epizód                                                 |
| 2007 | Esküdt ellenségek                        | Law & Order                       | Chaz Bailey  | 1 epizód                                                 |
| 2010 |                                          | Delocated                         | csalétek     | 1 epizód                                                 |
| 2014 | Mozart a dzsungelben                     | Mozart in the Jungle              | nem szerepel | rendező (1 epizód)                                       |
| 2017 | Családom, darabokban                     | Life in Pieces                    | Elijah       | 1 epizód                                                 |
| 2018 |                                          | Pay No Attention                  | nem szerepel | tévéfilm rendező, forgatókönyvíró                        |
| 2019 |                                          | Awokened                          | nem szerepel | - rövidfilm - rendező, forgatókönyvíró - vezető producer |
| 2020 |                                          | Single Parents                    | nem szerepel | rendező (1 epizód)                                       |

## Fordítás
- Ez a szócikk részben vagy egészben  a   Daryl Wein című angol Wikipédia-szócikk ezen változatának fordításán alapul.  Az eredeti cikk szerkesztőit annak laptörténete sorolja fel. Ez a jelzés csupán a megfogalmazás eredetét és a szerzői jogokat jelzi, nem szolgál a cikkben szereplő információk forrásmegjelöléseként.